# Elektrisch veld

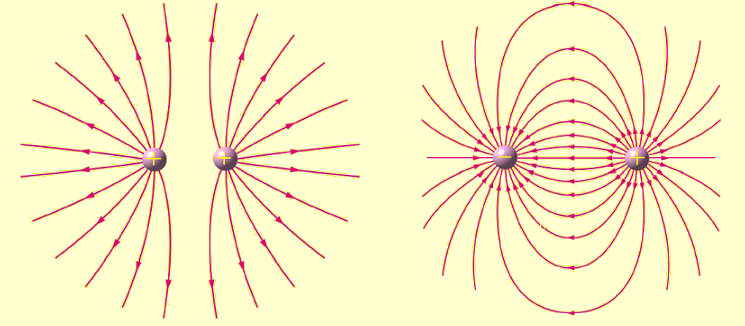
De veldlijnen van het elektrisch veld geproduceerd door twee puntladingen. Ladingen met hetzelfde teken (links) stoten elkaar af, met tegengesteld teken (rechts) trekken ze elkaar aan.

Elektrische ladingen kunnen op twee manieren krachten op elkaar uitoefenen: elektrisch en magnetisch. Het elektrisch veld beschrijft naar grootte en richting elektrische krachten in de ruimte bij een gegeven ruimtelijke ladingsverdeling.
Elektrische ladingen oefenen altijd een kracht op alle andere ladingen in het universum uit. Met toenemende onderlinge afstand nadert die kracht tot nul. De kracht waarmee twee ladingen elkaar aantrekken kan met de wet van Coulomb worden berekend. De kracht die een eenheidslading, dat wil zeggen een puntlading met de ladingseenheid als lading, in een punt ondervindt noemt men de elektrische veldsterkte {\displaystyle {\vec {E}}} in dat punt.

## Beschrijving

Elektrisch veld van een elektrische lading met een positief lading, hangend boven een oneindig vlak geleidend materiaal. Het veld wordt weergegeven door elektrische veldlijnen, lijnen die de richting van het elektrische veld in de ruimte volgen.

Een elektrisch veld kan worden gevisualiseerd met een reeks denkbeeldige veldlijnen waarvan de richting op elk punt hetzelfde is als die van het veld, een concept geïntroduceerd door Michael Faraday, wiens term 'krachtlijnen' soms nog steeds wordt gebruikt. Deze vergelijking heeft de nuttige eigenschap dat de veldsterkte evenredig is met de dichtheid van de veldlijnen. Ook kan uit deze veldlijnen de grootte en richting van de kracht die op een lading inwerkt afgelezen worden.
Veldlijnen als gevolg van niet bewegende (stationair) elektrische ladingen hebben de volgende eigenschappen:
- Veldlijnen zijn altijd afkomstig  van positieve ladingen en eindigen bij negatieve ladingen.
- Veldlijnen komen een geleider in een rechte hoek binnen en kruisen elkaar nooit of sluiten elkaar nooit in.
- Veldlijnen zijn een representatief concept: het elektrisch veld doordringt feitelijk alle tussenliggende ruimte tussen de lijnen. Er kunnen meer of minder lijnen worden getekend, afhankelijk van de nauwkeurigheid waarmee het veld weergegeven moet worden.

Zijn de sterkte en richting constant dan spreken we van een statisch veld. De studie van elektrische velden gecreëerd door stationaire ladingen wordt de elektrostatica genoemd, terwijl die van beweegbare ladingen de elektrodynamica wordt genoemd.

## Definitie
(De sterkte van) het elektrische veld {\displaystyle {\vec {E}}} in een punt van de ruimte wordt gegeven door:
{\displaystyle {\vec {E}}={\frac {\vec {F}}{q}}},
waarin {\displaystyle q} een (kleine) proeflading in het gegeven punt is en {\displaystyle {\vec {F}}} de (vectoriële) kracht op de proeflading. De afgeleide SI-eenheid van de elektrisch veldsterkte is volt per meter (V/m), die gelijk is aan een newton per coulomb (N/C).
Bij een gegeven elektrische veldsterkte {\displaystyle {\vec {E}}} wordt de elektrische kracht {\displaystyle {\vec {F}}} op een lading {\displaystyle q} in een punt van de ruimte gezien de bovenstaande definitie uiteraard gegeven door:
{\displaystyle {\vec {F}}=q{\vec {E}}}

## Voorkomen
Bij een gegeven ladingsdichtheid {\displaystyle \rho } kan het elektrische veld in het punt {\displaystyle {\vec {r}}_{0}} worden bepaald aan de hand van de integraal:
{\displaystyle {\vec {E}}({\vec {r}}_{0})={\frac {1}{4\pi \varepsilon _{0}}}\int \rho ({\vec {r}}){\frac {{\vec {r}}_{0}-{\vec {r}}}{|{\vec {r}}_{0}-{\vec {r}}|^{3}}}{\rm {d}}{\vec {r}}}
Een elektrisch veld is er volgens de wetten van Maxwell ook bij een verandering van een magnetisch veld.

## Puntlading
Volgens de wet van Coulomb is het elektrische veld van een puntlading {\displaystyle q} in de oorsprong en een plaatsvector {\displaystyle {\vec {r}}} gelijk aan:
{\displaystyle {\vec {E}}=-{\frac {q}{4\pi \varepsilon _{0}r^{3}}}{\vec {r}}}
Daarin is {\displaystyle r=|{\vec {r}}|} de lengte van de plaatsvector en {\displaystyle \epsilon _{0}} de elektrische veldconstante.
De kracht moet voor ladingsverdelingen over een eindige ruimte over die ruimte worden geïntegreerd. De schaalfactor {\displaystyle 4\pi } hangt samen met de definitie van de elektrische verplaatsing {\displaystyle {\vec {D}}}, die in vacuüm gelijk is aan {\displaystyle \varepsilon _{0}{\vec {E}}}.
Het elektrische veld is een vectorgrootheid die ook kan worden uitgedrukt als de gradiënt van de scalaire elektrische potentiaal. Het is de gewoonte om deze gradiënt een minteken te geven, zodat het elektrische veld wijst in de richting van de afnemende potentiaal:
{\displaystyle {\vec {E}}=-\operatorname {grad} U=-\nabla U}
Het scalaire elektrische potentiaalveld rondom een puntlading {\displaystyle q} is dus gelijk aan minus de integraal van {\displaystyle {\vec {E}}} over {\displaystyle {\vec {r}}}:
{\displaystyle U(q,r)={\frac {q}{4\pi \varepsilon _{0}r}}}
Deze uitdrukking is ook lineair in {\displaystyle q}. De potentiaalvelden van verschillende ladingen kunnen dus worden opgeteld.
Het elektrisch veld is in de afwezigheid van magnetische veld een conservatieve kracht, omdat {\displaystyle \mathbf {E} } en {\displaystyle U} voor een bepaalde ladingsverdeling alleen van de plaats afhangen. Dit houdt in dat de volgende equivalente uitdrukkingen ook geldig zijn
{\displaystyle \oint {\vec {E}}\cdot {\rm {d}}{\vec {r}}=0}, langs een gesloten pad en
{\displaystyle \operatorname {rot} {\vec {E}}=\nabla \times {\vec {E}}=0}
De kringintegraal over een willekeurige gesloten kromme en de rotatie in elk punt van het elektrische veld zijn dus gelijk aan nul. Deze laatste betrekking volgt ook uit de wetten van Maxwell voor de elektrodynamica als daarin alle afgeleiden naar de tijd nul worden gesteld. Een lading zal in tijdafhankelijke situaties niet alleen elektrische veldsterkte ondervinden, maar ook magnetische.